# 黒田辰秋
黒田 辰秋（くろだ たつあき、1904年9月21日 - 1982年6月4日）は、漆芸家、木工家。京都市祇園生まれ。
刳(くり)物、指物などの木工と乾漆、螺鈿などの漆芸で幅広く知られる。

## 略歴
- 1904年（明治37年） 漆匠、黒田亀吉を父に生まれる。
- 1923年（大正12年） 京都市美術工芸展に『螺鈿竜文卓』を出品。京都市が買い上げ[2]。
- 1924年（大正13年）頃に河井寛次郎の講演に感銘を受け、河井や柳宗悦らの民藝運動に加わる。
- 1929年（昭和4年） 上賀茂民芸協団を組織。
- 1934年（昭和9年） 個展初開催。
- 1968年（昭和43年） 皇居新宮殿の拭漆樟大飾棚、扉飾、椅子、卓を制作。
- 1970年（昭和45年）4月25日、重要無形文化財「木工芸」保持者（人間国宝）認定。
- 1971年（昭和46年） 紫綬褒章を受章。
- 1982年（昭和57年）6月4日、急性肺炎のため京都市内の自宅で死去。

## 図録など
- 黒田辰秋人と作品 駸々堂出版 1972
- 黒田辰秋展 木工芸の匠 東京国立近代美術館 c1983
- 黒田辰秋展 豊田市美術館 c2000

## 所属団体
- 日本民藝協会
- 国画会
- 日本工芸会

## ドキュメンタリー
- 日曜美術館「黒田辰秋 ものづくり問答 森と海と人をめぐって」（2025年2月16日、NHK Eテレ）[3]